# سفارت بریتانیا در تاشکند
سفارت بریتانیا در تاشکند (به ازبکی: Embassy of the United Kingdom) یک منطقهٔ مسکونی و نمایندگی سیاسی این کشور در ازبکستان است که در تاشکند واقع شده‌است.